# Bactris ana-juliae
Bactris ana-juliae là loài thực vật có hoa thuộc họ Arecaceae. Loài này được Cascante mô tả khoa học đầu tiên năm 2000.